# Фесуненко, Игорь Сергеевич
И́горь Серге́евич Фесуне́нко (28 января 1933, Оренбург — 28 апреля 2016, Москва) — советский и российский журналист-международник, писатель, теле- и радиоведущий. Преподаватель МГИМО.

## Биография
Родился в Оренбурге, детство провёл в Москве и Запорожье, во время войны жил на Урале.
В 1950 году окончил среднюю школу № 50 Ленинского района Запорожья.
В 1955 году окончил московский Историко-архивный институт по специальности «историк-архивист». Следующие два года служил в рядах Советской армии.
С 1957 по 1963 годы работал в Главном архивном управлении.
Внештатно сотрудничал с «Комсомольской правдой» и с Гостелерадио СССР, где в 1963 году стал сотрудником латиноамериканской редакции (Фесуненко на тот момент владел испанским языком). Был направлен в Бразилию, где стал изучать португальский язык.
С 1966 года — собственный корреспондент Гостелерадио СССР по странам Южной Америки (корпункт в Рио-де-Жанейро). Работал только на радио.
В 1971 году возвратился в СССР. Тогда же впервые попал на телевидение — был приглашён вести программу «Творчество народов мира», записал около двадцати передач.
С 1973 по 1975 год — корреспондент Гостелерадио СССР на Кубе. На этот раз уже работал с оператором как тележурналист.
С 1975 по 1979 год работал в Португалии.
С 1979 года работал в Москве на Центральном телевидении политическим обозревателем и ведущим таких передач, как «Сегодня в мире», «Камера смотрит в мир», «Международная панорама» и «Время». В 1991 году недолго работал в корреспондентском пункте в Италии (сменив на этом месте Юрия Выборнова). После того, как Фесуненко был отозван с итальянского корпункта, Валентин Лазуткин приглашает его работать обозревателем на Иновещание, в отдел вещания на Бразилию.
Проводил президентские дебаты на президентских выборах в России 1991 года в программе "Кто есть кто".
В 1990-х годах вёл передачи на «Маяке», спортивный канал на московском канале МТК, работал в прямом эфире на одном из кабельных московских телеканалов. После закрытия МТК, с 1 сентября 1997 года являлся руководителем бригады понедельника в программе «Доброе утро» на ОРТ. С 2000 года работал исполнительным продюсером телеканала «Доброе утро» на ОРТ.
С 4 апреля 2004 по 25 июня 2006 года вёл программу «Главное с Игорем Фесуненко» на «Пятом канале» (Санкт-Петербург).
Работал в медиацентре Федеральной службы России по атомной энергетике.
Награждён орденом «Знак Почёта», медалью «За трудовое отличие», имел звание «почётный радист». Болел за футбольные клубы «Ботафого» (Рио-де-Жанейро) и ЦСКА (Москва).
В последние годы жизни вёл преподавательскую деятельность.
Скончался на 84-м году жизни 28 апреля 2016 года после продолжительной болезни. Похоронен на Троекуровском кладбище.

## Спортивная журналистика
Комментировал финальные матчи Чемпионатов мира по футболу: в 1986 году в паре с Владимиром Маслаченко и в 1998 году в паре с Виктором Гусевым.
Своим главным достижением считал работы о Пеле (книги, статьи, теле- и радиопередачи).

«В то время ещё не было футбольных трансляций, мы не знали зарубежного футбола, даже европейского, не говоря уже о латиноамериканском. И я был тем человеком, который познакомился с Пеле… Это была одна из моих первых работ и на радио, и в прессе, а потом уже и на телевидении. Она придала мне уверенности в своих силах. Вот моя, пожалуй, самая крупная удача».—  Из интервью И. Фесуненко

## Семья
Отец — Сергей Александрович Фесуненко, работал главным механиком на Запорожском алюминиевом заводе, с началом Великой Отечественной войны эвакуировались на Урал (Уральский алюминиевый завод).
Мать — Евдокия Ивановна Фесуненко, в 1944 году вернулась с отцом в Запорожье, окончила юрфак в Иркутске, была домохозяйкой.
Сестра — Инна.
Первая жена — Ирина (умерла).
- Дочь — Елена Игоревна Глазова (в девичестве Фесуненко, род. 1957), окончила историко-архивный институт, первая (с 1976 по 1979 год) жена певца и композитора Андрея Макаревича.
  - Внучка — Юлия, окончила МГИМО[17].

Вторая жена — Елена.